# Fantastic Beasts (filmreeks)
Fantastic Beasts is een Brits-Amerikaanse filmreeks gebaseerd op het boek Fantastic Beasts and Where to Find Them (Fabeldieren en Waar Ze Te Vinden) van de Britse schrijfster J.K. Rowling. De reeks is een prequel van de Harry Potterfilmreeks.
Er zijn in totaal drie delen uitgebracht. Het was oorspronkelijk de bedoeling om vijf films uit te brengen, maar eind 2022 leek duidelijk te worden dat er geen verdere plannen zijn voor een vierde en vijfde deel.

## Lijst van films
| Titel                                       | Regisseur   | Première         | Première in Vlaanderen | Première in Nederland |
| ------------------------------------------- | ----------- | ---------------- | ---------------------- | --------------------- |
| Fantastic Beasts and Where to Find Them     | David Yates | 10 november 2016 | 16 november 2016       | 17 november 2016      |
| Fantastic Beasts: The Crimes of Grindelwald | David Yates | 8 november 2018  | 14 november 2018       | 15 november 2018      |
| Fantastic Beasts: The Secrets of Dumbledore | David Yates | 15 april 2022    | 6 april 2022           | 6 april 2022          |

## Rolverdeling
| Personage                               | Film                                    | Film                                        | Film                                        |                |
| Personage                               | Fantastic Beasts and Where to Find Them | Fantastic Beasts: The Crimes of Grindelwald | Fantastic Beasts: The Secrets of Dumbledore |                |
| --------------------------------------- | --------------------------------------- | ------------------------------------------- | ------------------------------------------- | -------------- |
| Newt Scamander                          | Eddie Redmayne                          | Eddie Redmayne                              | Eddie Redmayne                              |                |
| Tina Goldstein                          | Katherine Waterston                     | Katherine Waterston                         | Katherine Waterston                         |                |
| Jacob Kowalski                          | Dan Fogler                              | Dan Fogler                                  | Dan Fogler                                  |                |
| Queenie Goldstein                       | Alison Sudol                            | Alison Sudol                                | Alison Sudol                                |                |
| Credence Barebone / Aurelius Dumbledore | Ezra Miller                             | Ezra Miller                                 | Ezra Miller                                 |                |
| Gellert Grindelwald                     | Johnny Depp                             | Johnny Depp                                 | Mads Mikkelsen                              | Mads Mikkelsen |
| Seraphina Picquery                      | Carmen Ejogo                            | Carmen Ejogo                                |                                             |                |
| Abernathy                               | Kevin Guthrie                           | Kevin Guthrie                               |                                             |                |
| Leta Lestrange                          | Zoë Kravitz                             | Zoë Kravitz                                 |                                             |                |
| Percival Graves                         | Colin Farrell                           |                                             |                                             |                |
| Mary Lou Barebone                       | Samantha Morton                         |                                             |                                             |                |
| Gnarlack                                | Ron Perlman                             |                                             |                                             |                |
| Henry Shaw Sr.                          | Jon Voight                              |                                             |                                             |                |
| Henry Shaw Jr.                          | Josh Cowdery                            |                                             |                                             |                |
| Langdon Shaw                            | Ronan Raftery                           |                                             |                                             |                |
| Modesty Barebone                        | Faith Wood-Blagrove                     |                                             |                                             |                |
| Chastity Barebone                       | Jenn Murray                             |                                             |                                             |                |
| Madam Ya Zhou                           | Gemma Chan                              |                                             |                                             |                |
| Beryl                                   | Wunmi Mosaku                            |                                             |                                             |                |
| Red                                     | Dan Hedaya                              |                                             |                                             |                |
| Theseus Scamander                       |                                         | Callum Turner                               | Callum Turner                               |                |
| Albus Dumbledore                        |                                         | Jude Law                                    | Jude Law                                    |                |
| Yusuf Kama                              |                                         | William Nadylam                             | William Nadylam                             |                |
| Vinda Rosier                            |                                         | Poppy Corby-Tuech                           | Poppy Corby-Tuech                           |                |
| Minerva McGonagall                      |                                         | Fiona Glascott                              | Fiona Glascott                              |                |
| Bunty Broadacre                         |                                         | Victoria Yeates                             | Victoria Yeates                             |                |
| Eulalie "Lally" Hicks                   |                                         | Jessica Williams                            | Jessica Williams                            |                |
| Nagini                                  |                                         | Claudia Kim                                 |                                             |                |
| Nicolas Flamel                          |                                         | Brontis Jodorowsky                          |                                             |                |
| Aberforth Dumbledore                    |                                         |                                             | Richard Coyle                               |                |
| Anton Vogel                             |                                         |                                             | William Yeates                              |                |
| Helmut                                  |                                         |                                             | Aleksandr Kuznetsov                         |                |
| Vicência Santos                         |                                         |                                             | Maria Fernanda Cândido                      |                |
| Liu Tao                                 |                                         |                                             | Dave Wong                                   |                |